# Sushmita Banerjee
Sushmita Banerjee, também conhecida como Sushmita Bandhopadhya ou Sayeda Kamala (falecida em 04 de setembro de 2013) foi uma escritora indiana. Ela escreveu o livro de memórias Kabuliwalar Bangali Bou  (A Esposa Bengali de Kabuliwala) em 1997 com base em sua experiência de se casar com um afegão e viver no Afeganistão durante o regime do Taliban. Esta história foi usada como base para o filme Escape from Taliban. Aos 49 anos foi morta por militantes talibãs  na noite do 4 de setembro de 2013, fora de sua casa na província de Paktika, no Afeganistão.

## Biografia
Sushmita Banerjee nasceu em Kolkata (então conhecida como Calcutá), Bengala Ocidental, na Índia, em uma família hindu brâmane. Ela se casou com Janbaaz Khan, um empresário afegão em 2 de julho de 1988. O casamento ocorreu sob sigilo, por ela temer que seus pais não concordassem com o casamento inter-religioso. Quando seus pais tentaram divorcia-los, ela fugiu para o Afeganistão. Mais tarde, Khan voltou para Calcutá para continuar o seu -negócio, mas Banerjee não retornou, continuando a viver na casa ancestral do marido, com seus três cunhados, suas esposas e Gulgutti, a primeira esposa de Khan.
A milícia Taliban, que ganhou destaque em 1994 e oficialmente governou o país 1996-2001, colocou severas restrições sobre as mulheres. Ela forçou-as a usar burcas, proibiu-as de trabalhar e as meninas foram proibidas de frequentar escolas. Banerjee testemunhou as  mudanças fundamentalistas que ocorriam no país. As mulheres foram proibidas de falar com outros membros masculinos da família, elas não eram autorizados a sair de casa desacompanhadas e escolas, faculdades e hospitais foram fechados e a interpretação dura dos governantes islâmicos de sua religião significava que muitas mulheres não podiam obter tratamento médico adequado, porque os únicos médicos disponíveis eram do sexo masculino. Sendo Banerjee, uma enfermeira treinada em ginecologia, decidiu abrir uma clínica para ajudar as mulheres da aldeia, mas membros do Taliban descobriram a clínica e a espancaram severamente em maio de 1995.
Banerje fez duas tentativas frustradas de fugir do Afeganistão. Ela foi capturada e mantida sob prisão domiciliar na aldeia. Uma fatwa foi emitida contra ela em 22 de julho de 1995 sentenciando-a à morte. Com a ajuda do chefe da aldeia, ela finalmente consegui escapar, chegando a Cabul, onde, em 12 de agosto de 1995, onde tomou um vôo de volta para Kolkata.
Ela viveu na Índia até 2013, publicando vários livros. Depois de voltar ao Afeganistão trabalhou como agente de saúde na província de Paktika, no sudeste do Afeganistão.

## Morte
De acordo com a polícia afegã, suspeitos terroristas do Taliban forçaram a casa de Banerjee na noite de 4 de setembro de 2013. Eles amarraram o marido e a levaram. Seu cadáver foi encontrado cedo no dia seguinte ao lado de uma madrassa, nos arredores da capital provincial Sharana. O cadáver tinha 20 buracos de bala. A polícia disse que Banerjee poderia ter sido alvejada por vários motivos, incluindo seu livro ou seu trabalho social na região. O Taliban não se responsabilizou por este ataque.
Os militantes têm tido como alvo mulheres de destaque várias vezes nos últimos meses no Afeganistão. Em setembro de 2013, as autoridades confirmaram que Fariba Ahmadi Kakar, uma parlamentar que representa a província de Kandahar no parlamento, foi sequestrada. Também em agosto, os insurgentes emboscaram o comboio de uma senadora afegã, ferindo-a gravemente no ataque e matando sua filha de 8 anos de idade e um guarda-costas.

## Livros e fime
Banerjee escreveu "Kabuliwalar Bangali Bou" ("A Bengali Esposa de Kabuliwala") em 1995. No livro descreve seu casamento por amor ao empresário afegão Janbaz Khan, sua mudança para o Afeganistão em 1989, as adversidades que enfrentou no Afeganistão sob o Taliban e sua eventual fuga para Kolkata, na Índia. Em 2003,  foi produzido, em Bollywood, o filme Escape from Taliban baseado no livro.
Ela também é autora de outros livros:
- Talibani Atyachar—Deshe o Bideshe (Atrocidades do Taliban no Afeganistão e no Exterior);
- Mullah Omar, Taliban O Ami (Mullah Omar, o Taliban e Eu) (2000);
- Ek Borno Mithya Noi (Nem uma palavra é uma mentira ) (2001 );
- Sabhyatar Sesh Punyabani (A música da Civilização).[7][8]